# Ронко Бријантино
Ронко Бријантино (итал. Ronco Briantino) је насеље у Италији у округу Монца и Бријанца, региону Ломбардија.
Према процени из 2011. у насељу је живело 3367 становника. Насеље се налази на надморској висини од 246 м.

## Становништво
Према резултатима пописа становништва 2011. у општини је живело 3.389 становника.
| 1931. | 1936. | 1951. | 1961. | 1971. | 1981. | 1991. | 2001. | 2011. |
| ----- | ----- | ----- | ----- | ----- | ----- | ----- | ----- | ----- |
| 1.468 | 1.512 | 1.689 | 1.579 | 1.691 | 1.816 | 2.281 | 3.087 | 3.389 |